# Harry Roldán Pinedo Valera
Harry Roldán Pinedo Valera (Pucallpa, 11 de mayo de 1988), en la lengua del Shipibo-conibo Inin Metsa, es un pintor peruano contemporáneo de arte indígena.

## Vida

### Carrera e influencia artística
Pinedo aprendió a diseñar e incorporar los elementos pictóricos que le faltaban como ayudante de sus padres, Elena Valera y Roldán Pinedo, ambos artistas. Con los años, desarrolló su propio estilo pictórico y se convirtió en artista por derecho propio. En 2020, Pinedo obtuvo el grado de bachiller en educación para la educación intercultural bilingüe en la Universidad Peruana Cayetano Heredia y desde entonces ha enseñado en la Escuela Comunitaria Shipibo de Cantagallo.
Fue en el año 2000 cuando Harry Pinedo, del pueblo Shipibo de Ucayali, estableció su residencia y comenzó su labor artística en Lima, dentro de la comunidad de Cantagallo. Es un representante del arte indígena cuya temática es el mundo selvático de Sudamérica. Por lo tanto, la influencia artística proviene menos de otros artistas indígenas que del examen de la naturaleza en su equilibrio de fauna y flora, por un lado, y de los pueblos indígenas que viven simbióticamente con ella y en ella, por el otro.

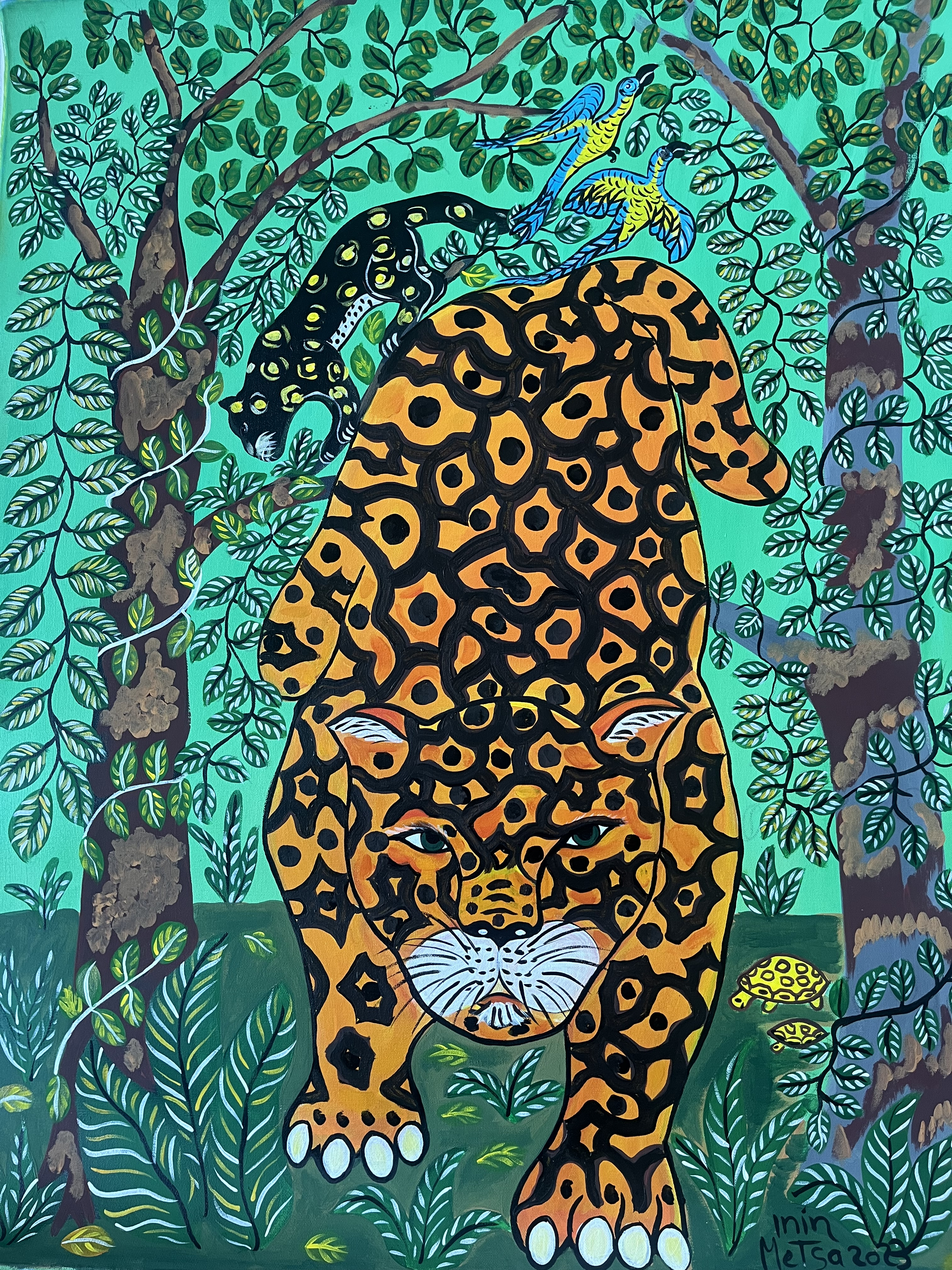
El Jaguar (2023)

El movimiento del indigenismo pictórico se desarrolló en Perú a mediados del siglo XX. Sin embargo, mientras que los pintores indigenistas anteriores se habían centrado exclusivamente en el hombre andino, Pinedo retomó al habitante de la selva y su mundo en sus obras. Similar al Arte naíf, se trata de motivos pictóricos sencillos e imaginativos cuyos orígenes, sin embargo, provienen del contexto chamanístico y le dan al motivo pictórico una interpretación espiritual. Pinedo incorpora a sus pinturas visionarias sus propias experiencias derivadas del uso ceremonial de la planta sagrada milenaria el ayahuasca y permitiéndole crear obras que reflejan la profundidad de la espiritualidad indígena y la conexión intrínseca entre el ser humano y la naturaleza.

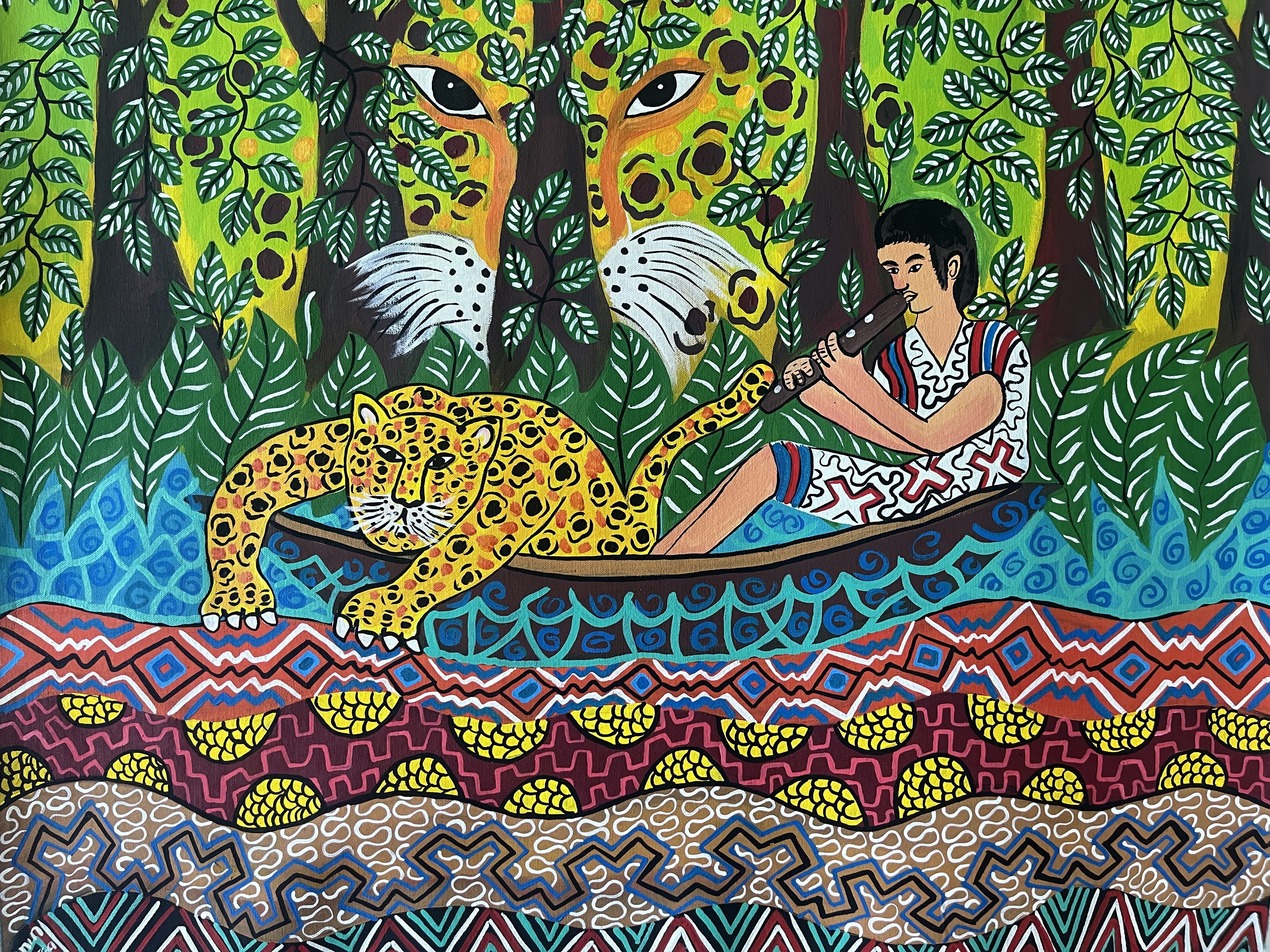
Melodías desde la canoa (2023)

Al igual que en el Arte naíf, las obras de Pinedo se caracterizan por representaciones sencillas y bidimensionales de la fauna y flora amazónicas; sin embargo, una característica de su pintura son los patrones del mundo animal que emergen repetidamente, los cuales se pueden encontrar en sus obras de diversas maneras y se interpretan como la incondicionalidad de la vida humana dependiente de la naturaleza. En esencia, Pinedo busca plasmar una simbiosis ideal entre el ser humano y su entorno natural. Por ello, sus obras también contienen elementos críticos con la sociedad, pero que deben entenderse como un llamamiento a respetar y preservar la naturaleza y la selva tropical como base de la vida en lugar de destruirla.

### Estilo y técnicas
En su tierra natal, Pinedo aprendió el arte de la pintura indígena con pinceles hechos con ramas de Piri-piri o pelo de Ronsoco. Para sus pigmentos, empleaba los recursos naturales de la tierra local para obtener sus colores y empleando como tela el sencillo tocuyo, teñido con esencias de la corteza del árbol de caoba. A través de este meticuloso proceso, Pinedo busca capturar la esencia mágica y el misterio de la selva y sus habitantes, fijando en sus obras las tradiciones orales del pueblo Shipibo-conibo.Además de los colores naturales de producción propia, también utiliza pinturas acrílicas para sus creaciones grandes formatos.

### Exposiciones (selección)
- 2024 Pinta Miami – The Latin American Gene, Miami
- 2023 healing, Museo Weltkulturen de Fráncfort del Meno
- 2022 Perú en mi Corazon, Galería Maggy Stein, Luxemburgo
- 2021 Place-Making, World-Making, Universidad de Essex
- 2020 Amazonia Arte e Identidad, Boulevard Art Gallery Asia, Lima
- 2019 ARCOmadrid, País invitado: Perú. Amazonas, Madrid
- 2018 Ruraq Maki, Museo de la Nación, Lima
- 2017 El Explendor de Yanapuma, Centro Colich de Barranco, Lima
- 2016 BAZARTE, Lima Contemporáneo en Fundación Euroidiomas, Lima
- 2014 La Peinture Contemporaine de I´Amazonie Peruvienne, Maison des Associations, París
- 2013 Mira! – Artes Visuales Contemporáneo de los Pueblos Indigenas. Centro cultural de la universidad Minas de Grey, Belo Horizonte
- 2011 Amazonia I, Sala Ricardo Palma de la Municipalidad de Miraflores, Lima
- 2010 Noche de Arte 2010, BBVA Banco Continental, San Isidro, Lima

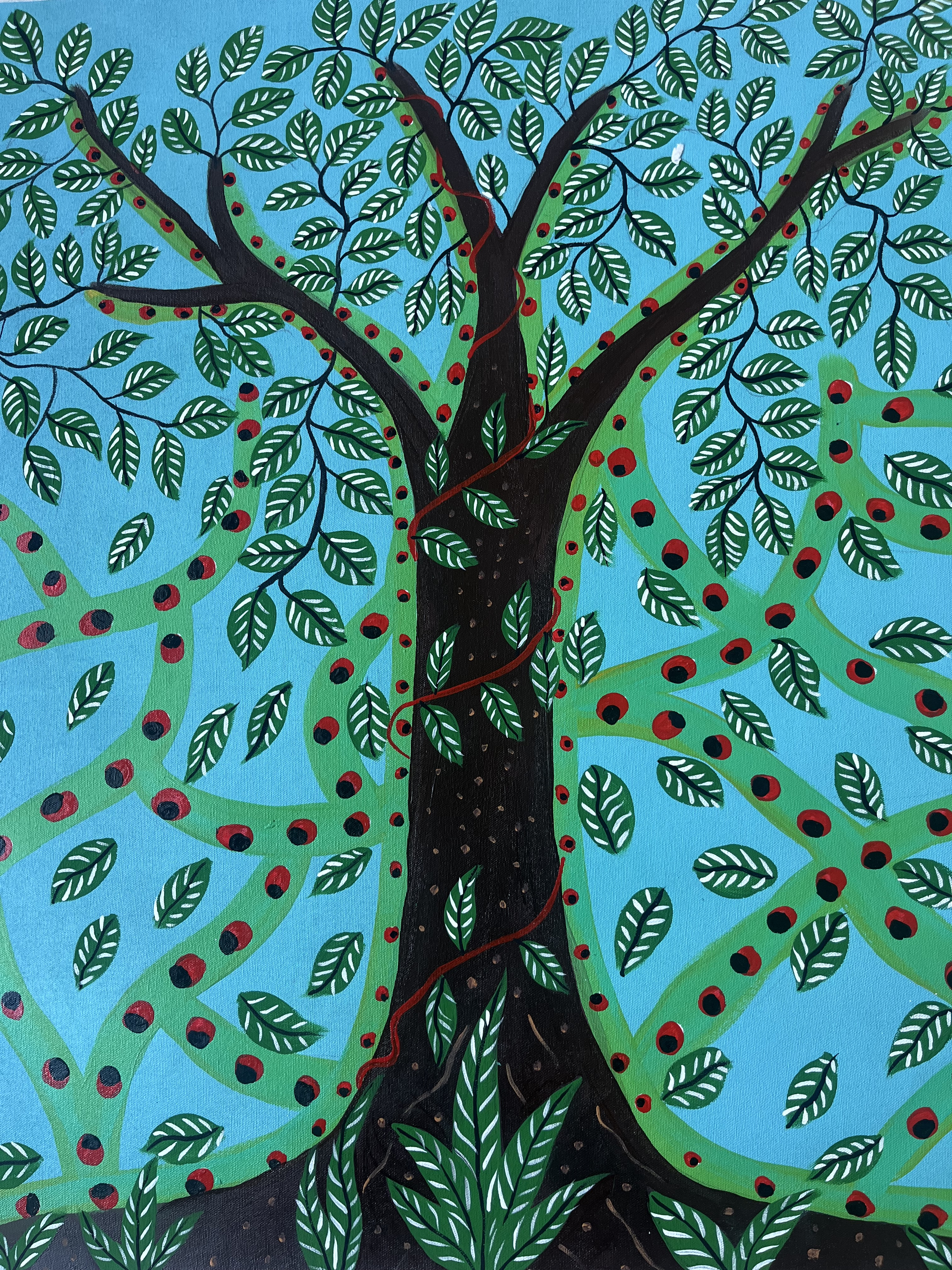
Árbol de huayruros (2023)
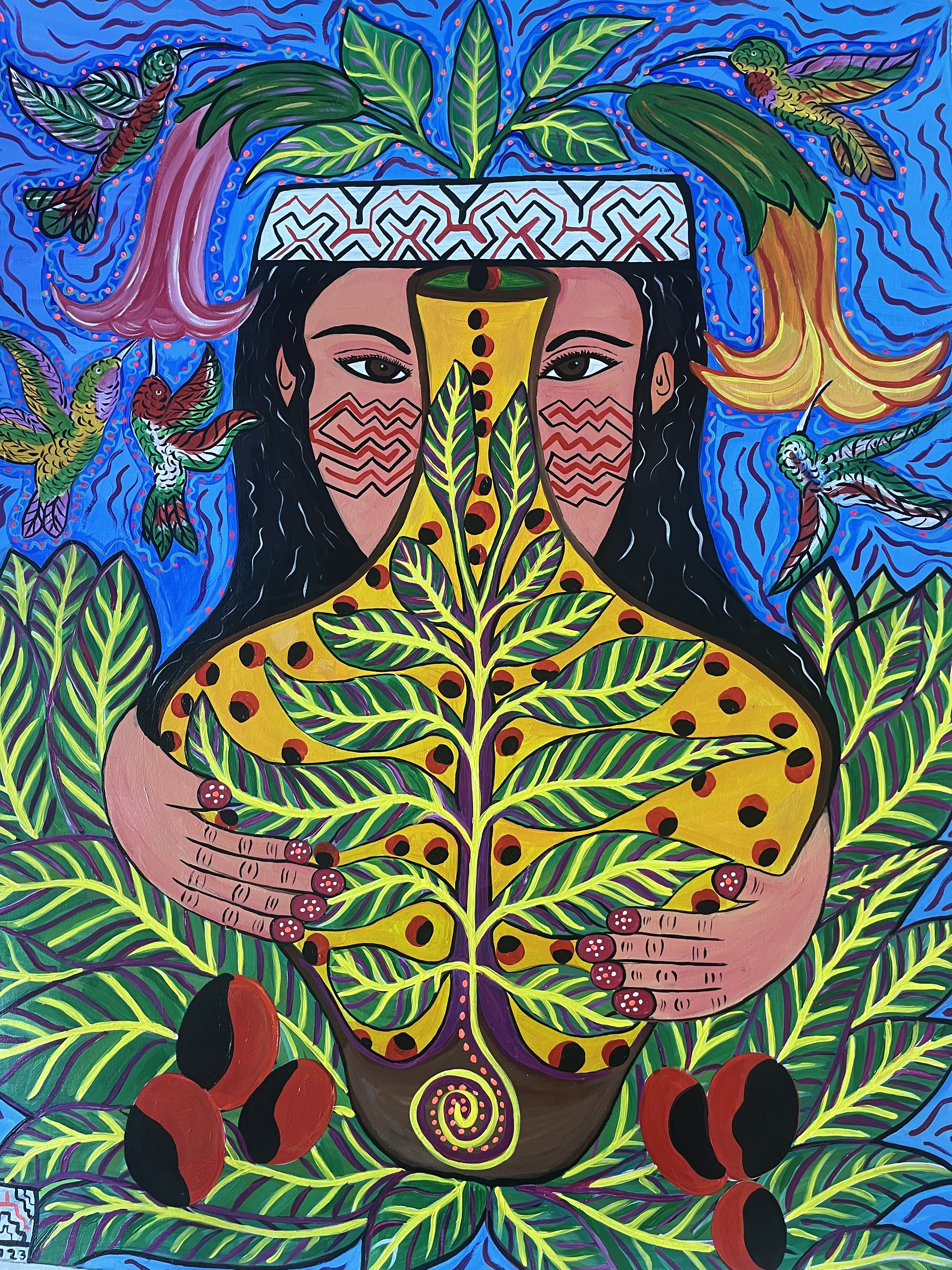
Mujer de la medicina (2023)
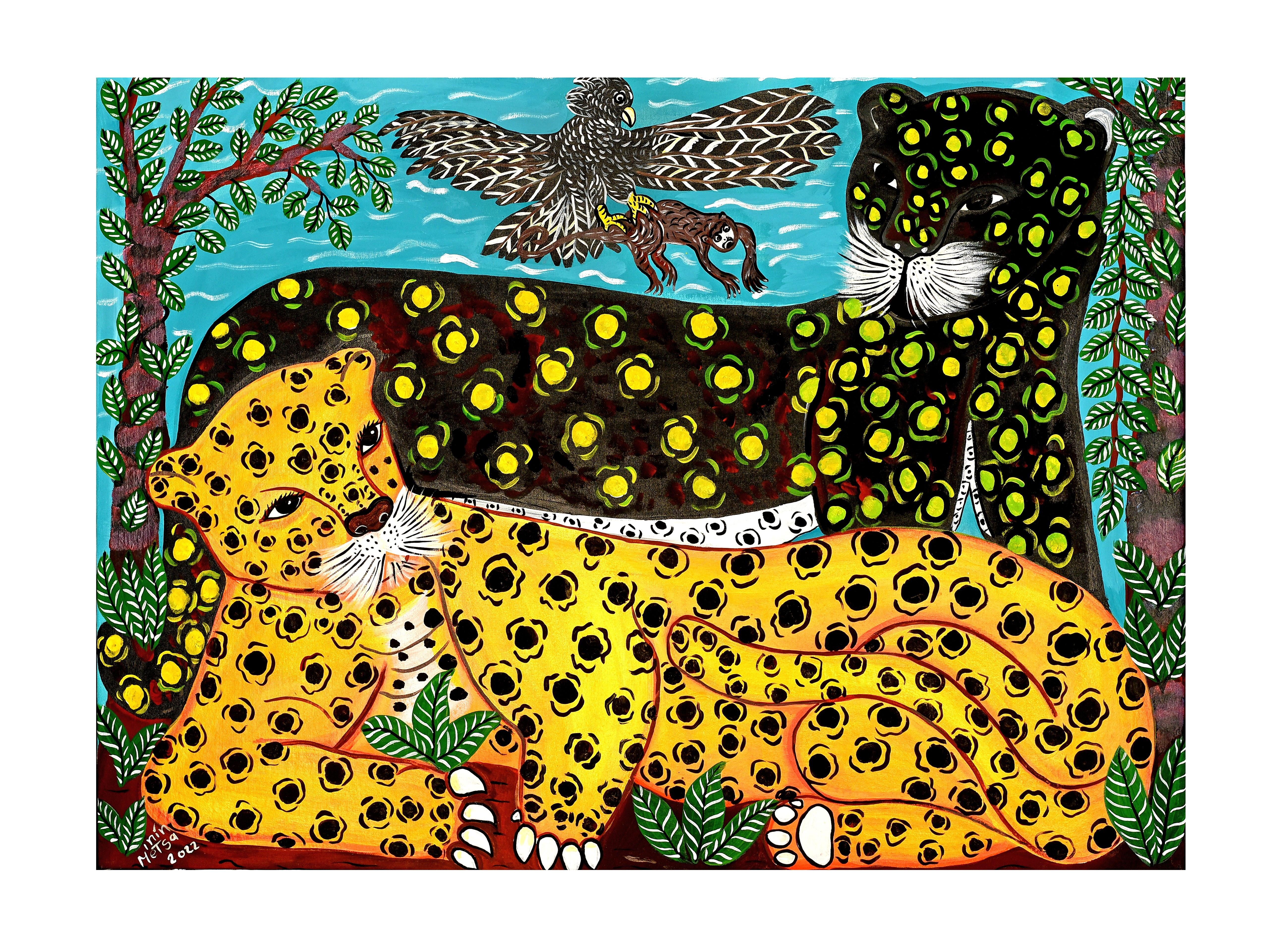
Sol y luna en la mañana (2022)
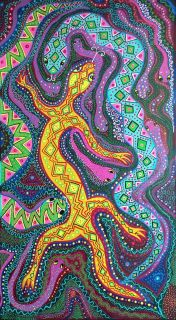
Visión de lagartijas (2022)

## Obras en colecciones públicas
- Museo Weltkulturen de Fráncfort del Meno
- Universidad Peruana Cayetano Heredia, Lima
- Ministerio de Cultura de Perú, Lima

## Literatura
- healing. Folleto que acompaña a la exposición „Leben im Gleichgewicht“ (La vida en equilibrio) el 2 de noviembre de 2022 al 3 de septiembre de 2023 en el Weltkulturen Museum de Fráncfort del Meno.
- Giuliana Borea and Rember Yahuarcani: Amazonian Waterway, Amazonian Water-Worlds: Rivers in Government Projects and Indigenous Art, en: Liquid Ecologies in Latin American and Caribbean Art (publicado por Lisa Blackmore y Liliana Gómez 2020), p. 106–124.
- Harry Pinedo Valera: El esplendor de Yana Puma, en: El Cormercio de 26 de enero de 2017.
- Oscar G. Pamo Reyna: De La Selva, Su Pintor: Harry Pinedo Valera, in: Acta Herediana Vol. 60, abril – setiembre 2017, p. 83–86.
- Harry Pinedo / ININ METSA. Pertenece al pueblo Shipibo de Ucayali en la Amazonía de Perú, en: DESIGNER Magazine de 29 de julio de 2021.

## Enlaces
- Museo Weltkulturen de Fráncfort del Meno: El artista peruano Harry Pinedo
- Exposición «Animales de nuestro bosque» de Roldán y Harry Pinedo
- Harry Pinedo – Estética amazónica: artistas indígenas urbanos y la defensa de la buena vida
- WordPress.com: L‘Artiste Harry Pinedo Valera
- Latin American Literature Today: Harry Roldan Pinedo Varela (Inin Metsa)

- Datos: Q133306826
- Multimedia: Harry Pinedo Valera / Q133306826